# Vervalproduct
Een vervalproduct is een isotoop die door radioactief verval van een radio-isotoop ontstaat. Zo vervalt bijvoorbeeld koolstof-14 door β−-verval naar stikstof-14:
{\displaystyle {\ce {^{14}_{6}C->{^{14}_{7}N}+{e^{-}}+{\bar {\nu }}_{e}}}}
Stikstof-14 is het vervalproduct en is zelf stabiel.
Een vervalproduct kan ook een instabiel (radioactief) isotoop zijn. Zo vervallen de langlevende isotopen uranium-238, -235 en thorium-232 uiteindelijk naar lood maar zij doen dat in een keten met een vrij groot aantal stappen. De vervalproducten in de vervalreeksen van actiniden zijn vanwege het neutronenoverschot in het algemeen veel instabieler dan de oorspronkelijke langlevende isotoop. Omdat zij in een uraniumhoudend materiaal voortdurend aangemaakt worden (een langzaam proces) en weer vervallen (een snel proces) zijn zij in een lage evenwichtsconcentratie aanwezig. Deze concentratie is des te lager naarmate het vervalproduct instabieler is. Op deze manier bevat een uraniumhoudend erts altijd kleine concentraties van elementen als protactinium of radium. Men kan de vervalproducten chemisch scheiden uit het erts, maar dan zullen zij langzaam vervallen tot stabielere isotopen van andere elementen.